# Mentaxya albifrons
Mentaxya albifrons is een vlinder uit de familie uilen (Noctuidae). De wetenschappelijke naam van deze soort is voor het eerst geldig gepubliceerd in 1837 door Geyer.
De soort komt voor in tropisch Afrika.